# Joseph Pearce (Vlaams schrijver)
Joseph Pearce (Vilvoorde, 1951) is een romanschrijver, recensent en columnist.

## Leven en werk
Joseph Pearce werkte jarenlang als leraar Engels op het Onze Lieve Vrouwe College te Antwerpen. Pas op latere leeftijd legde hij zich toe op het schrijven van columns en romans. Na een twee jaar durende 'sabbatical' in Londen, waar hij schreef voor de kranten De Morgen en Het Nieuwsblad, publiceerde hij zijn eerste roman in 1990
. Het land van belofte was niet alleen zijn debuutroman, maar meteen ook zijn doorbraak. In Het land van belofte beschrijft Pearce hoe hij op veertienjarige leeftijd ontdekt dat zijn vader geen Brit is, maar een Duitser van joodse afkomst. Zijn vader vluchtte een jaar voor het uitbreken van de Tweede Wereldoorlog naar Engeland en veranderde daar zijn naam 'Peritz' in 'Pearce'. Met Terres de promesse: une chronique familiale, de Franse vertaling van deze roman, haalde hij de shortlist van de Prix Monnet de Littérature Européenne 2010. Naast het schrijven van romans was Pearce medewerker van de boekenbijlage van De Morgen. Hij schreef ook sportcolumns en toeristische reportages voor de krant De Standaard.

## Pseudoniem
Onder het pseudoniem Max Adriaans schreef Joseph Pearce in 2013 de literaire thriller Tamtam, en in 2014 de eveneens literaire thriller Rimram. Beide boeken werden uitgegeven door uitgeverij Vrijdag.